# Jacob van Es

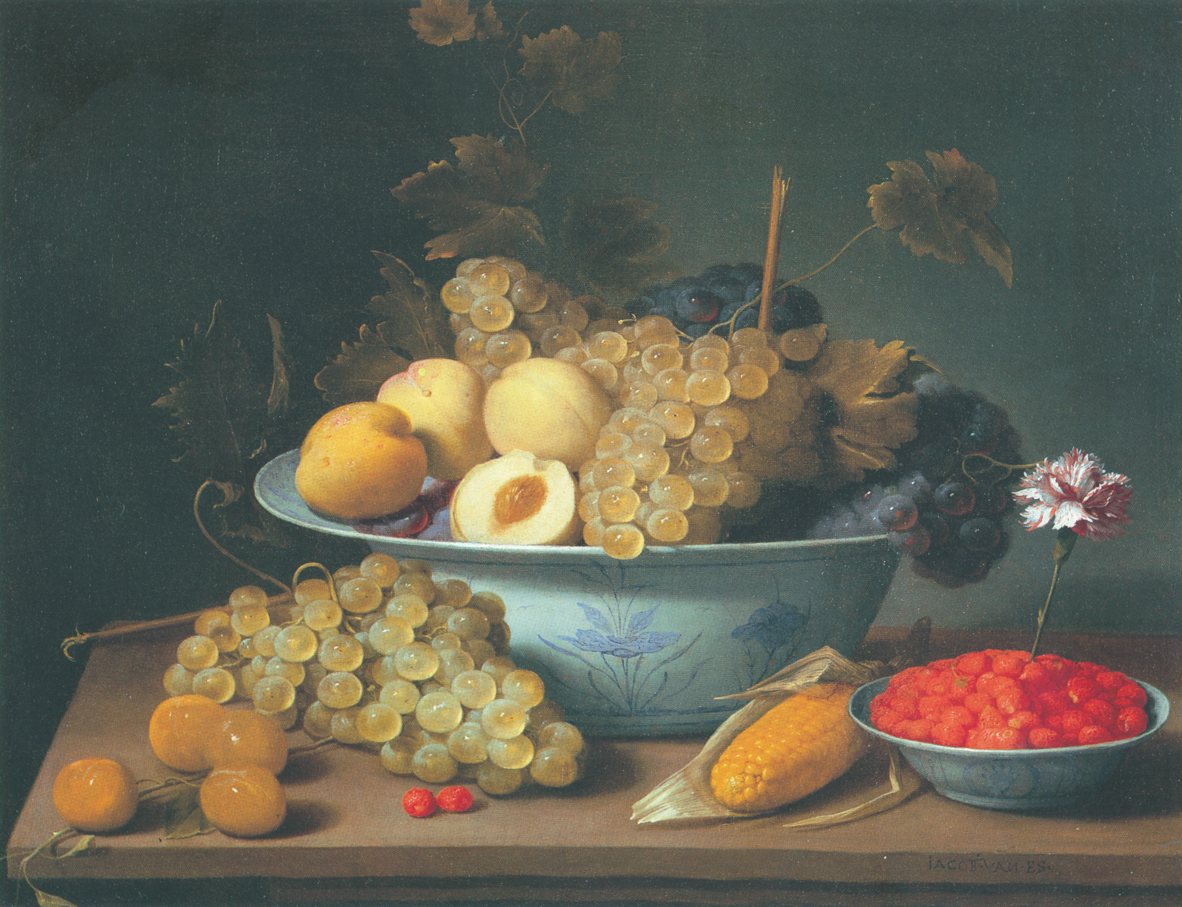
Jacob van Es, Martwa natura z owocami w porcelanie (ok. 1630)

Jacob Foppens van Es (ur. w 1596 w Antwerpii, zm. 11 marca 1666 (pogrzeb) tamże) – flamandzki malarz martwych natur.
W 1617 został mistrzem w Antwerpii (zarejestrowany dopiero w 1645). Malował na podłożu miedzianym lub drewnianym. Jego kompozycje, przedstawiające głównie bukiety kwiatów oraz śniadania, cechuje przemyślany dobór motywów, nasycony koloryt, mocny światłocień oraz przestrzenność kompozycji.

## Wybrane dzieła
- Martwa natura – Warszawa, Muzeum Kolekcji im. Jana Pawła II,
- Martwa natura z ostrygami – Oksford, Ashmolean Museum
- Martwa natura z ostrygami, preclami i odwróconym kielichem – Bruksela, Musées Royaux des Beaux-Arts de Belgique,
- Śniadanie z ostrygami – St. Petersburg, Ermitaż,
- Waga ze śliwkami – Madryt, Muzeum Thyssen-Bornemisza,
- Winogrona z orzechem włoskim – Praga, Galeria Narodowa.